# Oligosoma polychroma
Oligosoma polychroma — вид сцинкоподібних ящірок родини сцинкових (Scincidae). Ендемік Нової Зеландії.

## Поширення і екологія
Ophiomorus polychroma поширені на Північному острові Нової Зеландії, а також на півночі Південного острова. Вони живуть в різноманітних природних середовищах, зокрема у прибережних зонах, чагарниках, на луках і в субальпійських високогір'ях